# Oxera coriacea
Oxera coriacea là một loài thực vật có hoa trong họ Hoa môi. Loài này được Dubard mô tả khoa học đầu tiên năm 1906.